# Рони-су-Буа
Рони́-су-Буа́ (фр. Rosny-sous-Bois) — город и коммуна во Франции, в регионе Иль-де-Франс, департамент Сена-Сен-Дени. Население — 41 254 чел. (2011).
Муниципалитет расположен на расстоянии примерно 10 км на восток от Парижа, 6 км на юго-восток от Бобиньи.

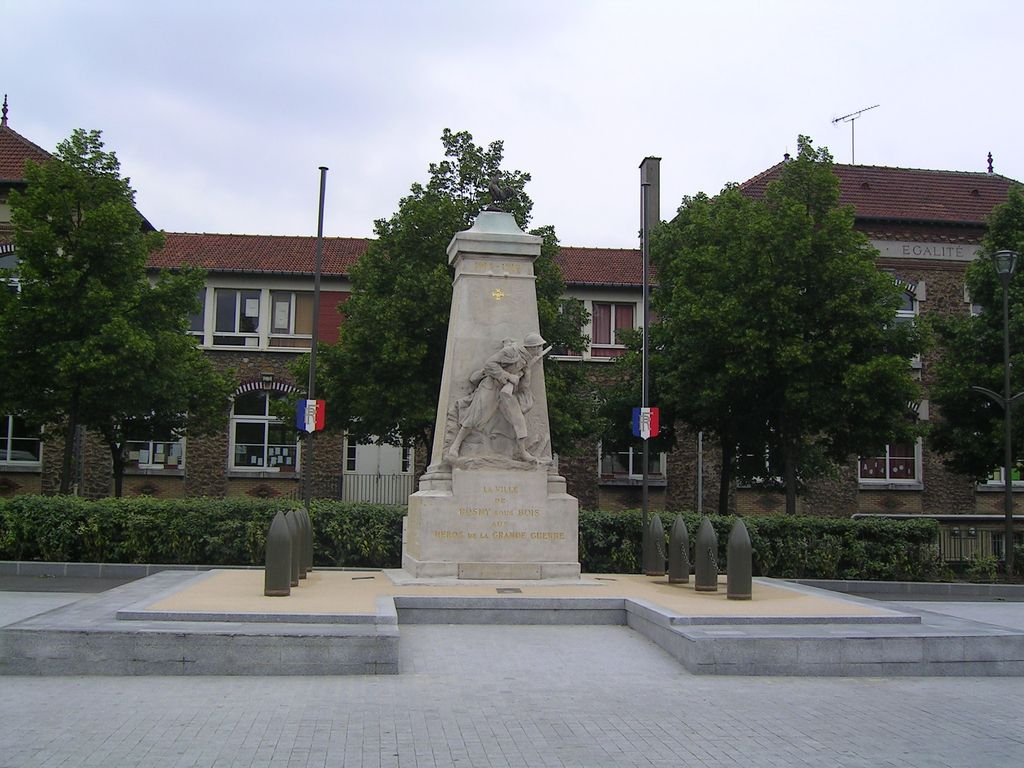